# 1585 en musique classique
| \| • Retour à la chronologie générale de la musique classique • \| |
| Grèce • Rome • Haut Moyen Âge • VIIIe siècle • IXe siècle • Xe siècle • XIe siècle XIIe siècle • XIIIe siècle • XIVe siècle • XVe siècle • XVIe siècle • XVIIe siècle XVIIIe siècle • XIXe siècle • XXe siècle • XXIe siècle |
| • Retour à la chronologie générale de la musique classique • |

| Années en musique classique : 1582 - 1583 - 1584 - 1585 - 1586 - 1587 - 1588    |
| Décennies en musique classique : 1550 - 1560 - 1570 - 1580 - 1590 - 1600 - 1610 |

## Événements
- Le musicien franco-flamand Orlando Lassus ou Orlando di Lasso compose des chants sacrés et profanes.
- Le musicien italien Giovanni Pierluigi da Palestrina compose des chœurs a cappella.
- Publication à Rome de Officium Hebdomadae Sanctae (Office de la Semaine sainte) de Tomás Luis de Victoria.

## Naissances

Heinrich Schütz

- 24 juin : Johannes Lippius, théologien, philosophe et théoricien de la musique († 24 septembre 1612).
- 8 octobre : Heinrich Schütz, compositeur allemand († 6 novembre 1672).

Date indéterminée :
- John Adson, compositeur, joueur de flûte à bec et de cornet à bouquin britannique († 1640).
- Andrea Falconieri, compositeur italien († 1656).
- Mogens Pedersøn, compositeur danois († 1623).
- Nicolas Signac, compositeur français († 1645).

## Décès
- 30 août : Andrea Gabrieli, compositeur italien. (° v.1533)
- 23 novembre : Thomas Tallis, compositeur anglais (° 30 janvier 1505).
- 28 novembre : Hernando Franco, compositeur d'origine espagnole (° 1532).

Date indéterminée :
- Marco Facoli, organiste, claveciniste, compositeur italien (° vers 1540).